# 卡米拉·曼奇尼
卡米拉·曼奇尼（義大利語：Camilla Mancini，1994年6月10日—），意大利女子击剑运动员，2010年夏季青年奥林匹克运动会女子花剑个人和混合团体金牌得主、2017年世界锦标赛女子花剑团体金牌得主、2018年世界锦标赛女子花剑团体银牌得主。